# CSP Limoges
Limoges Cercle Saint-Pierre, znany również jako CSP Limoges – francuski klub koszykarski, założony w 1929 roku z siedzibą w Limoges.

## Historia
Po pięćdziesięciu latach spędzonych w lokalnych i regionalnych ligach, w 1978 roku wywalczył awans do najwyższej klasy rozgrywkowej we francuskiej koszykówce La Ligue Nationale de Basket-ball obecnie Pro A. Zdobył swój pierwszy Puchar Francji w 1982 r. i w tym samym roku, po raz pierwszy Puchar Koracia. Stał się mistrzem Francji po raz pierwszy w swojej historii, w następnym, 1983 roku.
W 1988 roku zdobył mistrzostwo w Pro A, która została zorganizowana po raz pierwszy przez Narodową Ligę Koszykówki. W tym samym roku wzbogacił kolekcję trofeów o Europejski Puchar Zdobywców Pucharów. W dniu 15 kwietnia 1993 r., stał się pierwszym francuskim zespołem, który wygrał najważniejsze trofeum europejskie Puchar Europy Mistrzów Krajowych, spośród wszystkich dyscyplin. Miesiąc później dołączył do niego, Olympique Marsylia wygrywając piłkarską Ligę Mistrzów.
W 2000 roku, po dwóch dekadach sportowej rywalizacji z Élan Béarnais, klub pogrążony w kryzysie finansowym, spadł do trzeciej ligi. Elitarny klub awansował z powrotem do Pro A w 2010 roku. Zbyt słaby finansowo i sportowo, "wrócił" do Pro B już po roku. Kolejny powrót do Pro A nastąpił w 2012.
Na swoim koncie, CSP Limoges ma dziewięć tytułów mistrzowskich we Francji, i sześć pucharu Francji. Jest obok FA Mulhouse i ASVEL Lyon-Villeurbanne, jednym z trzech zespołów, które zdobyły mistrzostwo Francji trzy razy z rzędu, ale jedynym, któremu ta sztuka udała się dwa razy (1983-1985 i 1988-1990).
Limoges CSP jest jednym z niewielu zespołów europejskich, który wygrał wszystkie europejskie rozgrywki w swojej dyscyplinie.
CSP gra od 1981 w Palais des Sports Beaublanc, gdzie do sufitu jest przymocowana koszulka z nr 7, Richarda Dacoury. Klubem przewodniczy od 2004 roku jego były zawodnik, Frédéric Forté.

## Sukcesy

### Rozgrywki krajowe
- Pro A (9)

Wygrana: 1983, 1984, 1985, 1988, 1989, 1990, 1993, 1994, 2000.
Drugie miejsce: 1982, 1987, 1991, 1992, 1998.
- Puchar Francji (6)

Wygrana: 1982, 1983, 1985, 1994, 1995, 2000.
Finalista: 2011, 2012.
- Turniej AS (2)

Wygrana: 1988, 1990.
Finalista: 1991.1992
- Pro B (2)

Wygrana: 2001, 2012
Drugie miejsce: 1978, 2009, 2010
- Mecz Mistrzów (1)

Wygrana: 2012

### Rozgrywki europjeskie
- Euroliga (1)

Wygrana: 1993
Udział w Final Four: 1990, 1995
- Puchar Zdobywców Pucharów (1)

Wygrana: 1988
- Puchar Koracia (3)

Wygrana: 1982, 1983, 2000
Finalista: 1987

## Skład w Eurolidze 1993
4 Frederic Forte
5 Jimmy Verove
7 Richard Dacoury
8 Michael Young
9 Jure Zdovc
13 Franck Butter
14 Jim Bilba
15 Willie Redden
Christophe Botton
Marc M'Bahia
Jean-Marc Dupraz
trener Božidar Maljković